# Sidell (Illinois)
Sidell est un village situé au sud du comté de Vermilion dans l'Illinois, aux États-Unis,. Le village est incorporé le 30 décembre 1889.

## Démographie
Lors du recensement de 2010, le village comptait une population de 617 habitants. Elle est estimée, en 2016, à 582 habitants.

## Personnalités
- Herman Lamm dit le Baron Lamm (1890-1930), braqueur de banque allemand actif aux États-Unis, mort à Sidell.

### Source de la traduction
- (en) Cet article est partiellement ou en totalité issu de l’article de Wikipédia en anglais intitulé « Sidell, Illinois » (voir la liste des auteurs).